# Градоначальники Хабаровска
Список глав городской администрации Хабаровска с 1880 года по настоящее время.
Поселение Хабаровка, основанное в 1858 году, было назначено центром Приморской области и преобразовано в город 10 мая (28 апреля по старому стилю) 1880 года.
Первым главой городского самоуправления был купец И. В. Протодьяконов, назначенный 18 ноября (6 ноября по старому стилю) 1880 года Постановлением Военного губернатора Приморской области № 3003 председателем Городской Комиссии по обсуждению польз и нужд г. Хабаровки и для действий по устройству онаго. 16 декабря (4 декабря по старому стилю) 1883 года он был избран старостой Хабаровки на следующие три года.
2 ноября (21 октября по старому стилю) 1893 года город был переименован в Хабаровск, одновременно в нём было введено Городовое положение, применённое в полном объёме в 1894 году.
После Февральской революции 1917 года прежняя система управления была ликвидирована и город до окончательного установления советской власти поочерёдно управлялся различными типами администраций — Комитетом общественного спасения, Советами, военными властями и созданными ими Думами, собраниями уполномоченных. После 1922 года руководство городом и Хабаровским уездом было объединено.
До 1991 года городом руководили председатели Хабаровского Горсовета, а затем Хабаровского горисполкома, деятельность которых контролировалась Хабаровским городским комитетом партии.
С 1991  по 1996 во главе Хабаровска стоял глава администрации города. 
В декабре 1996 года был избран первый мэр города. Мэр города, в соответствии со статьёй 13 Устава города Хабаровска, избирается прямым народным голосованием сроком на 5 лет. Кандидатом может стать гражданин России, достигший 21 года.
Он является главой муниципального образования, утверждает принятые городской Думой акты, представляет городской Думе структуру администрации, делает ежегодный отчёт о деятельности городской исполнительной власти и является единственным лицом, имеющим право предлагать городской Думе новые налоги и сборы местного уровня. 
Мэром Хабаровска с 25 сентября 2018 года является Сергей Анатольевич Кравчук.

## Российская империя
| Старосты города Хабаровки |         |                                |                        |                                                   |                                                   |
|                           | Портрет | Глава городской администрации  | Общественное положение | Начало полномочий                                 | Окончание полномочий                              |
| 1.                        |         | Иван Матвеевич Протодьяконов   | купец 2-й гильдии      | 18 ноября (6 ноября по старому стилю) 1880 года   | 1886 год                                          |
| 2.                        |         | Павел Дмитриевич Михайлов      | гласный городской думы | 1886 год                                          | 19 декабря (7 декабря по старому стилю) 1887 года |
| 3.                        |         | Станислав Исидирович Балахович | потомственный дворянин | 19 декабря (7 декабря по старому стилю) 1887 года | 18 марта (11 марта по старому стилю) 1894 года    |

| Городские головы Хабаровска |         |                                |                        |                                                    |                                                    |
|                             | Портрет | Глава городской администрации  | Общественное положение | Начало полномочий                                  | Окончание полномочий                               |
| 1.                          |         | Алексей Александрович Рассушин | надворный советник     | 18 марта (11 марта по старому стилю) 1894 года     | 20 мая (7 мая по старому стилю) 1902 года          |
| 2.                          |         | Иван Николаевич Фомин          | гласный городской думы | 19 июня (6 июня по старому стилю) 1902 года        | 2 октября (19 сентября по старому стилю) 1906 года |
| 3.                          |         | Иннокентий Иванович Еремеев    | полковник в отставке   | 2 октября (19 сентября по старому стилю) 1906 года | апрель 1914 года                                   |
| 4.                          |         | Александр Васильевич Плюснин   | купец 1-й гильдии      | апрель 1914 года                                   | 16 марта (3 марта по старому стилю) 1917 года      |

## Революция и Гражданская война
| Правители города в период 1917—1925 годов |                                           | |                                                    |                      |
| Портрет                                   | Глава городской администрации             | Должность | Начало полномочий                                  | Окончание полномочий |
|                                           | Александр Иванович Малышев                | Председатель Комитета общественной безопасности                                                                     | 16 марта (3 марта по старому стилю) 1917 года      | апрель 1917 года     |
|                                           | Кондиано, прапорщик                       | Председатель исполкома городского Совета рабочих и солдатских депутатов                                             | 24 августа (11 августа по старому стилю) 1917 года | 1917 год             |
|                                           | Лука Евдокимович Герасимов                | Председатель Хабаровского городского Совета рабочих и солдатских депутатов                                          | 19 декабря (6 декабря по старому стилю) 1917 года  | 5 сентября 1918 года |
|                                           | Иван Павлович Калмыков, генерал-майор     | Командир Уссурийской отдельной бригады                                                                              | 5 сентября 1918 года                               | 13 февраля 1920 года |
|                                           | Борис Глебович Жданов                     | Председатель Хабаровских городского и уездного исполкомов Советов рабочих, крестьянских и красноармейских депутатов | 11 марта 1920 года                                 | 5 апреля 1920 года   |
|                                           | К. Т. Лихойдов                            | Председатель «Малой думы»                                                                                           | апрель 1920 года                                   | 22 августа 1920 года |
|                                           | Б. Мельников                              | Председатель Хабаровского городского собрания уполномоченных                                                        | ноябрь 1920 года                                   | 22 декабря 1920 года |
|                                           | Виктор Михайлович Молчанов, генерал-майор | Командир Повстанческой Белой армии                                                                                  | 22 декабря 1920 года                               | 13 февраля 1921 года |
|                                           | В. Иванов                                 | Председатель Хабаровского городского собрания уполномоченных                                                        | 14 февраля 1921 года                               | 22 декабря 1920 года |
|                                           | Ф. Дриго                                  | Председатель Хабаровских городского и уездного исполкомов Советов рабочих, крестьянских и красноармейских депутатов | 15 апреля 1923 года                                |                      |

## СССР
| Председатели Хабаровского городского Совета рабоче-крестьянских, казацких и красноармейских депутатов |         |                               |                       |                       |
| | Портрет | Глава городской администрации | Начало полномочий     | Окончание полномочий  |
| 1. |         | Василий Гордеевич Демьяненко  | 1925 год              | 1927 год              |
| 2. |         | Иван Осипович Остроумов       | 1927 год              | 1928 год              |
| 3. |         | Пётр Осипович Темников        | 1929 год              | 1930 год              |
| 4. |         | Александр Васильевич Докукин  | 1931 год              | 1932 год              |
| 5. |         | Алексей Петрович Канютин      | 1932 год              | 19 апреля 1933 года   |
| 6. |         | Пётр Петрович Борисов         | 19 апреля 1933 года   | 28 октября 1933 года  |
| 7. |         | Сергей Сергеевич Шалимов      | 28 октября 1933 года  | 3 февраля 1934 года   |
| 8. |         | Василий Владимирович Шмидт    | 3 февраля 1934 года   | 1936 год              |
| 9. |         | Элизар Григорьевич Райхман    | 1936 год              | 29 сентября 1937 года |
| 10.                                                                                                   |         | Тихон Григорьевич Удодов      | 29 сентября 1937 года | 2 июня 1938 года      |
| 11.                                                                                                   |         | Иван Васильевич Власов        | 2 июня 1938 года      | 22 сентября 1938 года |
| 12.                                                                                                   |         | Филипп Герасимович Калганов   | 22 сентября 1938 года | 15 августа 1939 года  |

| Председатели исполнительного комитета Хабаровского городского Совета депутатов трудящихся |         |                               |                      |                      |
|                                                                                           | Портрет | Глава городской администрации | Начало полномочий    | Окончание полномочий |
| 1.                                                                                        |         | Фёдор Романович Пашкевич      | 15 августа 1939 года | 1942 год             |
| 2.                                                                                        |         | Сергей Васильевич Рябов       | 1942 год             | 1943 год             |
| 3.                                                                                        |         | Николай Дмитриевич Сергеев    | 1943 год             | 1946 год             |
| 4.                                                                                        |         | Михаил Павлович Ламехов       | 1946 год             | 23 августа 1949 года |
| 5.                                                                                        |         | Алексей Дмитриевич Ерёмин     | 23 августа 1949 года | 22 февраля 1953 года |
| 6.                                                                                        |         | Алексей Павлович Мокринский   | 22 февраля 1953 года | 1954 год             |
| 7.                                                                                        |         | Николай Иванович Николаев     | 1954 год             | 1957 год             |
| 8.                                                                                        |         | Иван Иванович Романов         | 1957 год             | 3 февраля 1960 года  |
| 9.                                                                                        |         | Николай Григорьевич Путинцев  | 3 февраля 1960 года  | 26 марта 1965 года   |
| 10.                                                                                       |         | Юрий Викторович Домнин        | 26 марта 1965 года   | 25 июня 1971 года    |

| Председатели исполнительного комитета Хабаровского городского Совета народных депутатов |         |                                        |                   |                      |
|                                                                                         | Портрет | Глава городской администрации          | Начало полномочий | Окончание полномочий |
| 1.                                                                                      |         | Павел Леонтьевич Морозов               | 25 июня 1971 года | декабрь 1981 года    |
| 2.                                                                                      |         | Александр Семёнович Панченко           | декабрь 1981 года | 23 июля 1991 года    |
|                                                                                         |         | Толмачёв Владимир Илларионович (и. о.) | 23 июля 1991 года | 24 декабря 1991 года |

## Российская Федерация
| Главы администрации Хабаровска |         |                               |                      |                      |
|                                | Портрет | Глава городской администрации | Начало полномочий    | Окончание полномочий |
| 1.                             |         | Виктор Михайлович Тевелевич   | 24 декабря 1991 года | апрель 1994 года     |
| 2.                             |         | Павел Дмитриевич Филиппов     | апрель 1994 года     | декабрь 1996 года    |

| Мэры Хабаровска |         |                               |                       |                       |
|                 | Портрет | Глава городской администрации | Начало полномочий     | Окончание полномочий  |
| 1.              |         | Павел Дмитриевич Филиппов     | 8 декабря 1996 года   | 15 июля 2000 года     |
|                 |         | Валерий Павлович Казаченко    | 15 июля               | 4 октября 2000 года   |
| 2.              |         | Александр Николаевич Соколов  | 4 октября 2000 года   | 25 сентября 2018 года |
| 3.              |         | Сергей Анатольевич Кравчук    | 25 сентября 2018 года | н. в.                 |